# Pierre Kohumoetini
Pierre Kohumoetini (ur. 18 lutego 1987) – tahitański piłkarz grający na pozycji pomocnika.

## Kariera klubowa
Karierę piłkarską Kohumoetini rozpoczął w klubie Saint-Étienne Ua Pou. W 2010 roku zadebiutował w nim w pierwszej lidze Tahiti.

## Kariera reprezentacyjna
W reprezentacji Tahiti Kohumoetini zadebiutował 1 czerwca 2012 w wygranym 10-1 meczu eliminacji Mistrzostw Świata z Samoa. W tym samym roku wystąpił z Tahiti w Pucharze Narodów Oceanii. Tahiti ten turniej wygrało po raz pierwszy w historii.